# (8650) 1989 TJ2
1989 تي جاي 2 (ويعرف أيضًا باسم (8650) 1989 تي جاي 2 وفق تسمية الكوكب الصغير) (بالإنجليزية: 1989 TJ2)‏ هو كويكب ضمن حزام الكويكبات؛ وترتيبه 8650 من حيث الاكتشاف.
اكتُشف هذا الجُرم الفلكي بواسطة Antonín Mrkos ‏ في 5 أكتوبر 1989.

## وصلات خارجية
- (8650) 1989 TJ2 في قاعدة بيانات مختبر الدفع النفاث لأجرام النظام الشمسي الصغيرة

- الاكتشاف · مخطط المدار ·  العناصر المدارية · المعلمات المادية

- (8650) 1989 TJ2 على موقع ويكي سكاي: DSS2, SDSS, GALEX, IRAS, Hydrogen α, X-Ray, Astrophoto, Sky Map, Articles and images